# NDR 90,3

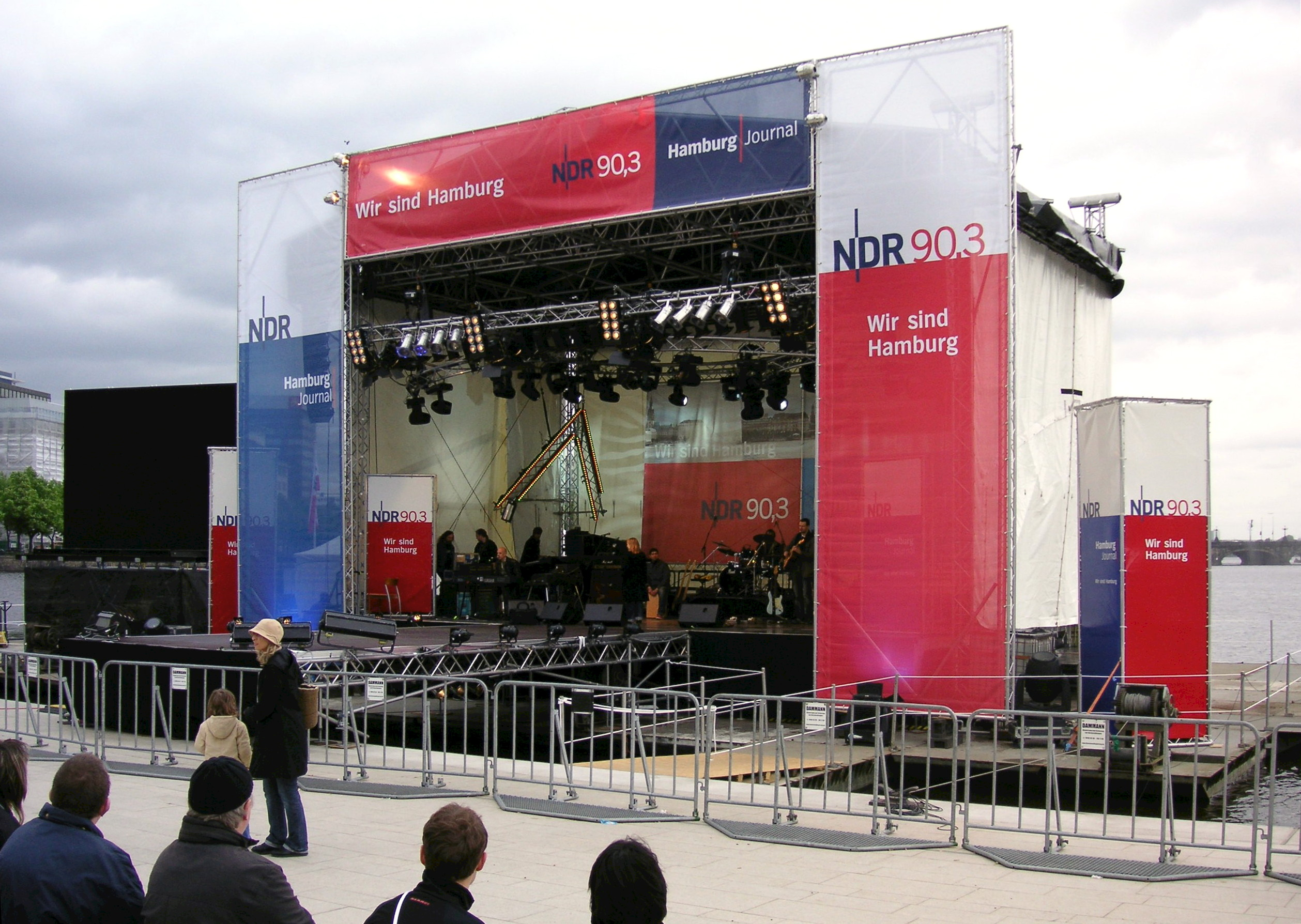
NDR 90,3 am Jungfernstieg, Hamburg, 2006

NDR 90,3 ist das Hörfunk-Landesprogramm des Norddeutschen Rundfunks (NDR) für Hamburg. Es richtet sich vorwiegend an ein älteres Publikum. Zu hören ist ein Mix aus deutscher Musik, Oldies und internationalen Hits, dazu jede Stunde aktuelle Informationen aus Hamburg und aller Welt. NDR 90,3 definiert sich als „Gute-Laune-Radio“ mit Reportagen, Interviews und Unterhaltung. Sonntags wird die älteste regelmäßig übertragene Sendung der Welt, das Hamburger Hafenkonzert, ausgestrahlt.
Wellenchefin war von 2008 bis 2012 Juliane Eisenführ, seit 2012 war Sabine Rossbach Programmchefin und Direktorin des Landesfunkhauses Hamburg. Im September 2016 wechselte Hendrik Lünenborg aus der NDR-Intendanz in die Wellenleitung von NDR 90,3. 2020 wurde Ilka Steinhausen seine Nachfolgerin. Bis 2000 hieß das Programm NDR Hamburg-Welle 90,3. Bekannte Moderatoren im Programm sind Ulf Ansorge, Stephan Hensel, Carlo von Tiedemann, Maren Bockholdt und Stephan Heller.

## Musik
In den 1990er Jahren war das Musikprogramm der damaligen Hamburg-Welle geprägt von „melodiöser Pop- und Oldiemusik“. Im Januar 2000 stellte der Sender sein Format um auf ein „Schlager- und Oldieprogramm“, das zu 60 Prozent aus deutschen Schlagern bestand. Seit 2012 wurde das Musikprogramm wiederum verjüngt. Seitdem sind 60 Prozent Oldies der 60er, 70er und 80er zu hören, dazu kommen 20 Prozent deutschsprachige Musik und 20 Prozent internationaler Pop. Seit Sommer 2013 spielt der Sender so gut wie keine Schlager mehr.

## Hörerreichweite
Bei der Media-Analyse II/2006 wurde ermittelt, dass NDR 90,3 in der Durchschnittsstunde 454.000 Hörer einschalten – ein Rekordergebnis für den Sender. Das entspricht einer Tagesreichweite von 21,9 Prozent. Bei der MA 2007/I löst NDR 90,3 sogar den privaten Konkurrenten Radio Hamburg auf Platz 1 des meistgehörten Radiosenders ab. Die Jahre 2006 und 2007 waren für NDR 90,3 bisher die erfolgreichsten. Nach der MA 2009/II beträgt der Marktanteil 24,1 Prozent (MA 2009/I: 25 Prozent). Damit liegt NDR 90,3 vor Radio Hamburg mit 22,2 Prozent.

## Empfang
Die Sendungen werden über Ultrakurzwelle vom NDR-Sender Billwerder-Moorfleet mit einer Sendeleistung von 80 kW verbreitet und sind in einem Umkreis von etwa 100 km zu empfangen. Außerdem wird zur Versorgung der zu Hamburg gehörenden Insel Neuwerk über den Sender Cuxhaven auf 98,4 MHz gesendet. Weitere Verbreitungswege sind DVB-S (Astra), Internet-Livestream und seit 22. November 2011 über DAB+.